# Dolnji Slaveči
Dolnji Slaveči (mađarski: Alsócsalogány, prekomurski: Dolenji Slaveči ili Spoudnji Slaveči, njemački: Unter Slabitsch) je naselje u slovenskoj Općini Grad. Dolnji Slaveči se nalaze u pokrajini Prekmurju i statističkoj regiji Pomurju. U mjestu je rođen Mikloš Küzmič pisac i prevoditelj Svetog Pisma na prekomurski jezik.

## Stanovništvo
Prema popisu stanovništva iz 2002. godine naselje je imalo 416 stanovnika.